# Mirai – Lány a jövőből
A Mirai – Lány a jövőből (未来のミライ; Mirai no Mirai) 2018-ban bemutatott, Oscar-díjra jelölt japán animációs fantasy filmdráma, melyet Hoszoda Mamoru írt és rendezett, és a Studio Chizu gyártásában készült. Bemutatója 2018. május 16-án volt a Rendezők Kéthetén, Japánban 2018. július 20-án, az Egyesült Államokban 2018. november 29-én mutatták be a mozik. A film szereplőit Kamisiraisi Moka, Kuroki Haru, Hosino Gen, Aszó Kumiko, Josihara Micuo, Mijazaki Josiko, Jakuso Kódzsi és Fukujama Maszaharu szeijúk szólaltatják meg.
A film középpontjában egy négyéves kisfiú, Kun áll, akinek meg kell birkóznia kishúga érkezésével és új szerepével, mint idősebb testvér. Útja során, hogy megértse helyét családja tágabb történetében, Kunt meglátogatják szerettei szellemei a múltból és a jövőből, hogy értékes leckét adjanak arról, mit jelent szeretni és szeretve lenni.
A filmet jelölték a legjobb animációs filmnek a 76. Golden Globe-gálán, a legjobb animációs filmnek a 24. Critics’ Choice-gálán és a legjobb animációs filmnek a 91. Oscar-gálán, de mindhárom kategóriában alulmaradt a Pókember: Irány a Pókverzum!-mal szemben. A Mirai a hatodik anime és az első nem Ghibli-film, amelyet Oscar-díjra jelöltek a „legjobb animációs film” kategóriában. A film többek között elnyerte a legjobb független animációs filmnek járó Annie-díjat a 46. Annie-gálán és a Japán Filmakadémia díját „legjobb animáció” kategóriában.
Magyarországon a Mirai először a 16. Anilogue Nemzetközi Filmfesztiválon volt látható az Uránia Nemzeti Filmszínházban 2018. december 1-jén, japán nyelven, magyar felirattal, majd december 2-án magyar szinkronnal. A szélesebb körű mozivetítés 2018. december 27-én kezdődött a Mozinet forgalmazásában. DVD-n is megjelent.

## Cselekmény
Kun egy négyéves kisfiú, aki vezető beosztású anyától és építész apától született. A család egy lépcsőzetesen épült házban él Kanazava-kuban, Jokohamában, amelyet Kun apja egy fa köré tervezett, és ahol Kun a család kutyájával, Jukkóval és játékvonataival játszva tölti napjait. Megszületik Kun húga, aki a fiút eleinte boldogsággal tölti el, de hamarosan féltékeny lesz rá, amikor szülei minden figyelmüket a kicsire összpontosítják. Kun a szüleivel folyton kiabál és veszekszik, különösen azután, hogy az anya visszamegy dolgozni a munkahelyére, így az apára hárul a háztartás vezetése a távmunka mellett.
Egy dühroham után Kun kirohan a ház kertjébe, ahol találkozik egy különös férfival, aki azt állítja magáról, hogy ő a ház „hercege”. Miközben a férfi elpanaszolja, hogy elvesztette a család figyelmét, amikor Kun megszületett, a fiú rájön, hogy a férfi valójában az emberré változott Jukko. A kutya farkát megtalálja a férfin, és amikor eltávolítja és magára helyezi, ő is kutyává változik és körbeszaladja a házat. Később Kun elmondja a szüleinek, hogy érti, amit Jukko mond. A szülők döntenek a kishúg nevéről: Mirai (a neve japánul „jövőt” jelent).
A hinamacurin (leányok napja) a család felállítja a hagyományos babákat, hogy sok szerencsét kívánjon Mirainak, azonban Kun apja a sok munka miatt elhanyagolja a babák elrakását az ünnep után. Kun ismét csalódott a családjában és visszaszalad a kertbe. Ezúttal egy 14 éves lánnyal találkozik, aki magát a jövőből származó Mirainak vallja, és akit Kun a jobb kezén lévő anyajegyről fel tud ismerni. Valahogy visszajött az időben, aggódva amiatt, hogy minden egyes nap, amíg a babákat nem teszik el, egy évvel eltolja házassága napját. A jövőbeli Mirai, Kun és Jukko segítségével el tudja rakni a babákat.
Kun édesanyja fotókat mutat fiának magáról a múltból, egészen hatéves koráig visszamenőleg, de a fiú továbbra is nehéz pillanatokat szerez édesanyjának, rendetlenséget csinál és hisztizik. Kun a kertbe megy ismét, ahol évekre repül vissza a múltba. A városban összefut egy kislánnyal, akiben a fotók alapján édesanyját ismeri fel. A lány haragszik a nagymamájára, amiért az allergiája miatt nem volt hajlandó egy kismacskát adni neki, ezért egy szívhez szóló cetlivel próbálkozik, amit a nagymama cipőjében hagy. Hazatérnek, ahol a kislány kiönti a játékokat a padlóra, az ételt pedig az asztalra, majd mókából mindent szétdobálnak az egész lakásban. Az anyja, Kun nagymamája azonban hazatér és dühösen megszidalmazza a lányt, miközben az zokog. Kun, miután visszatér a jelenbe, együttérzését fejezi ki édesanyja iránt, azonban továbbra is mindenért panaszkodik.
Kun egy cetlit hagy anyja cipőjében, amelyben egy biciklit kér, és ajándékba meg is kapja a pótkerekes biciklit. Szeretne megtanulni, hogyan kell pótkerekek nélkül közlekedni vele, miután látta a nagyobb gyerekeket. Apja segít ebben neki, de úgy tűnik, Kun nem tudja függőlegesen tartani a biciklit. Kun otthon ismét dührohamot kap, amiért Mirai miatt félbeszakadt a tanulása és visszamegy a kertbe, ahol a múltba repül, ezúttal egy japán vidéki műhelybe. Egy sérült lábú fiatalember lovagolni viszi Kunt az egyik lován a boltja körül, majd felülteti a motorkerékpárjára is, hogy a fiú leküzdhesse félelmeit. A jelenbe visszatérve Kun sikeresen megtanul biciklizni a tanultak felhasználásával. Kun fellapozza a fotóalbumot, ami alapján kiderül, hogy a férfi, akivel a múltban találkozott a dédnagyapja volt, aki nemrég halt meg.
A család elhatározza, hogy egynapos kirándulásra indul, Kun azonban problémázik az öltözékével. A kertből egy vasútállomásra kerül (az Iszogo állomásra), ahol egy 18 éves férfi figyelmezteti, hogy ne szálljon fel az épen megérkező vonatra, de Kun nem engedelmeskedik neki. A vonat a forgalmas Tokió pályaudvarra viszi, ahol kezdetben élvezi a vonatok látványát, de hamar pánikba esik, amiért egyedül van. Talál egy vasúti alkalmazottat a Talált Tárgyak Osztályán, akinek a segítséghez szüksége van egy családtag nevére, akit fel kell hívnia, és Kun rájön, hogy még a saját szülei nevét sem tudja. Az alkalmazott elmondja Kunnak, hogy ha nem találnak senkit, aki érte jöhetne, fel kell szállnia egy külön Sinkanszenre, ami elviszi a „Magány Földjé”-re. A vonat befut és magába próbálja szippantani Kunt, de ellenáll, s ezután észreveszi a vonatra készülő csecsemő Mirait, akit megment. Ezen a ponton végre elismeri Kun, hogy ő Mirai bátyja.
Kun ismét a Talált Tárgyak Osztályán találja magát, ahová megérkezik a jövőbeli Mirai, hogy a levegőben repülve hazavigye őt. A család múltjának otthont adó fán landolnak. Kun látja, hogy az apja fizikálisan túl gyenge volt ahhoz, hogy fiatalon biciklizzen, Jukko elhagyta az anyját, hogy házi kedvenc legyen, Kun anyjának nem tetszettek többé a macskák, miután látta, hogy egy kóbor macska megöl egy madarat, és hogy dédapja lába a második világháborúban megsérült, ezért túl lassú volt ahhoz, hogy legyőzze Kun dédnagymamáját abban a futóversenyben, amelyet ő javasolt, hogy megnyerje a kezét. Kun látja a saját jövőjét is, és rájön, hogy a fiatalember az Iszogo állomáson a jövőbeli énje volt. A jelenben Kun, aki most már nyitottabb és elfogadóbb, a családjával elindul a kirándulásra.

## Szereplők
| Szereplő                                                                 | Japán hang                                  | Angol hang                                           | Magyar hang                                                 |
| ------------------------------------------------------------------------ | ------------------------------------------- | ---------------------------------------------------- | ----------------------------------------------------------- |
| Óta Kun (太田くん; Hepburn: Ōta Kun)                                     | Kamisiraisi Moka Hatanaka Taszuku (felnőtt) | Jaden Waldman Evan Smith (felnőtt)                   | Gergely Attila Bogdán Gergő (felnőtt)                       |
| Óta Mirai (太田ミライ; Hepburn: Ōta Mirai)                               | Kuroki Haru Hondo Kaede (kisbaba)           | Victoria Grace                                       | Hermann Lilla                                               |
| Apa (おとうさん; Otószan; Hepburn: Otōsan)                               | Hosino Gen                                  | John Cho                                             | Seder Gábor                                                 |
| Anya (おかあさん; Okaaszan; Hepburn: Okaasan)                            | Aszó Kumiko Szaiga Szakura (fiatal)         | Rebecca Hall Madigan Kacmar (fiatal)                 | Solecki Janka Ruszkai Szonja (fiatal)                       |
| Rejtélyes férfi (謎の男; Nazo no otoko) / Jukko (ゆっこ; Hepburn: Yukko) | Josihara Micuo                              | Crispin Freeman                                      | Láng Balázs                                                 |
| Nagymama (ばあば; Baaba)                                                 | Mijazaki Josiko                             | Eileen T’Kaye Valerie Arem (fiatal)                  | Andresz Kati                                                |
| Nagypapa (じいじ; Dzsiidzsi; Hepburn: Jiiji)                             | Jakuso Kódzsi                               | Victor Brandt                                        | Bartók László                                               |
| Dédnagyapa (曽祖父; Szószofu; Hepburn: Sōsofu)                           | Fukujama Maszaharu                          | Daniel Dae Kim                                       | Szabó Máté                                                  |
| Dédnagyanya (曽祖母; Szószobo; Hepburn: Sōsobo)                          | Szanada Aszami                              | Stephanie Sheh                                       | N/A                                                         |
| vasúti alkalmazott a Talált Tárgyak Osztályán                            | Kanda Macunodzsó                            | Joe J. Thomas                                        | Papp Dániel                                                 |
| istállófiúk                                                              | N/A                                         | N/A                                                  | Hám Bertalan Hamvas Dániel                                  |
| bicikliző gyerekek                                                       | N/A                                         | Erick Abbate Cade Lappin Barry Mitchell Finn Robbins | Keleti Milán Molnár Olivér Kárpáti Levente Áron Égner Milán |
| cím felolvasása                                                          | –                                           | –                                                    | Korbuly Péter                                               |

További magyar hangok: Bergendi Áron – ellenőrző kapu, Bor László, Galiotti Barbara, Gazdik Katalin, Illésy Éva, Kobela Kíra, Mohácsi Nóra, Németh Attila István – Sinkanszen, Rádai Boglárka, Sörös Miklós, Szabó Andor, Szrna Krisztián, Varga Rókus
Magyar stábtagok: magyar szöveg: Móricz Dorina, hangmérnök, vágó, produkciós vezető: Földi Tamás, gyártásvezető: Gazdik Katalin, szinkronrendező: Kemendi Balázs; szinkronstúdió: Active Kommunikációs Kft.

## Megvalósítás
Hoszoda részben azután kapta az ihletet, hogy megírja a Mirai forgatókönyvét, miután látta az akkor hároméves fia első reakcióit arra, hogy kishúga van. Míg az első találkozásnál meglepett, de óvatos volt az újszülöttel, Hoszoda fia egy nap féltékenységi dührohamot kapott a szülei által a nővérére fordított figyelem miatt. Hoszoda kíváncsisága, hogy hogyan reagál a fia, és hogyan fog alkalmazkodni a nagy testvér létéhez sarkallta arra, hogy négyévessé tegye a Mirai főszereplőjét.
Hoszoda a főszereplő fiatalításával szerette volna megörökíteni, milyen lehet az élet ilyen fiatalon. Ennek érdekében a saját gyermekeit vitte be a Studio Chizu irodájába, hogy az animátorok bő forrásanyaggal rendelkezzenek, amiből vázlatokat készíthetnek és animálhatnak. Hoszoda a Mirai fantáziaelemeit is fel akarta használni a belső jellemfejlődés előmozdítására, és kijelentette: „[…] amikor a főszereplő más emberekkel találkozik ezeken az elemeken keresztül és változik — nem ezek az elemek segítenek neki megváltozni; ez valójában az, amit legbelül érez.” Mivel a Mirai egy történet arról, hogy „hogyan változhat egy család, miközben folyton önmaga marad”, Hoszoda Jokohamát, egy „folyamatosan változó várost” választott a film helyszínének.
Kun dédapjának története némileg Hoszoda feleségének dédapjáén alapul, aki szintén harci repülőgépeken dolgozott és háborús konfliktusban sérült meg.
A nagyobb hitelesség érdekében Hoszoda az animációs iparon kívüli szakemberekkel dolgozott együtt a filmben használt egyes eszközök megtervezésében. Kun családjának házát, amelyet Kun apja a filmben épített, valójában Tanidzsiri Makoto építész tervezte. A papírból kivágott embert, akivel Kun a vasútállomáson találkozik, Tupera Tupera, a Hoszoda fia által kedvelt gyermekkönyvek szerzője készítette.
Hoszoda elmondta, hogy korábbi filmjeivel ellentétében, a Miraiban  azért szakít a hagyományos családi szerepekkel, mert be szerette volna mutatni a konzervatív japán társadalomban megfigyelhető ilyen irányú változásokat. Ezúttal idealizált család helyett egy realisztikus, tökéletlen családot állít a középpontba, amihez saját családja adta a modellt. A főszereplő nevének (Kun-csan) kétértelműségével (a kun utótagot fiúknak, a csan utótagot lányoknak adják Japánban) Hoszoda a kisfiú önismeretének hiányát és indentitásbeli ingadozását kívánta kifejezni, ami nehezíti új szerepével való megbirkózását.

## Megjelenések

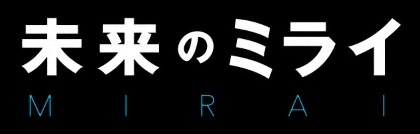
A film eredeti logója

A Mirai világpremierje a Rendezők Kéthetén, egy a cannes-i fesztivállal párhuzamosan megrendezett filmes eseményen volt 2018. május 16-án, majd az Annecy Nemzetközi Animációs Filmfesztiválon és a Sydney-i Filmfesztiválon is bemutatták az év júniusában.
Japánban 2018. július 20-án mutatták be a mozik. A film népszerűsítése érdekében a Tokyo Dome Hotelben 2018. augusztus 18. és szeptember 16. között Mirai témájú szobákat alakítottak ki. Ezenkívül 2018. július 25. és szeptember 17. között a Tokyo Dome City Gallery AaMo galériájában volt látható egy Hoszoda-filmkiállítás, amely a Mirai és a rendező más filmjeinek gyártási anyagait tartalmazta. Gyermekeknek szóló képeskönyvek is megjelentek 2018. július 20-án és augusztus 2-án. DVD-n és BD-n a VAP adta ki 2019. január 23-án.
Észak-Amerikában a GKIDS szerezte meg a film forgalmazási jogait, premierjére 2018. október 19-én került sor az Animation is Film fesztiválon Los Angelesben, míg az országos megjelenés 2018. november 29-én volt az Egyesült Államokban, több mint 700 moziban. DVD-n és BD-n a Universal Pictures Home Entertainment adta ki 2019. április 9-én, számos extrával, köztük Hoszoda Mamoruval és a japán stábbal készült interjúkkal.
Magyarországon a Mirai először a 16. Anilogue Nemzetközi Filmfesztiválon volt látható az Uránia Nemzeti Filmszínházban 2018. december 1-jén, japán nyelven, magyar felirattal, majd december 2-án magyar szinkronnal. A szélesebb körű mozivetítés 2018. december 27-én kezdődött a Mozinet forgalmazásában, feliratos és szinkronizált vetítésekre is sor került. DVD-n 2019. október 24-én jelent meg, rajta 5.1-es magyar és japán hanggal.

## Zene
A Mirai zenéjét Takagi Maszakacu írta, aki Hoszoda korábbi filmjeinek, a Farkasgyermekeknek és A fiú és a szörnyetegnek a zenéjét is szerezte. Takagi eredeti filmzenéje inkább pop-orientált volt brazil hatásokkal, de Hoszoda valami egyszerűbbet szeretett volna, ami jobban tükrözi a családot.
Jamasita Tacuró énekes-dalszerző szerezte a filmhez a Mirai no Theme és az Uta no kisa (うたのきしゃ; Hepburn: Uta no kisha; Music Train) című betétdalokat. Ez volt a második alkalom, hogy Jamasita együttműködött Hoszodával a 2009-es Nyári háborúk című filmje óta. A két dal megtalálható Jamasita 51. kislemezén, ami 2018. július 11-én jelent meg.
A Takagi dalait tartalmazó Mirai no Mirai Original Soundtrack (未来のミライ オリジナル・サウンドトラック) filmzenei album 2018. július 11-én jelent meg Japánban a Warner Music Japan kiadásában. A lemezen 22 szám található.
| Mirai no Mirai Original Soundtrack dallista | Mirai no Mirai Original Soundtrack dallista | Mirai no Mirai Original Soundtrack dallista | Mirai no Mirai Original Soundtrack dallista | Mirai no Mirai Original Soundtrack dallista | Mirai no Mirai Original Soundtrack dallista | Mirai no Mirai Original Soundtrack dallista | Mirai no Mirai Original Soundtrack dallista | Mirai no Mirai Original Soundtrack dallista | Mirai no Mirai Original Soundtrack dallista |
| #                                           | Cím                                         | Hossz                                       |                                             |                                             |                                             |                                             |                                             |                                             |                                             |
| ------------------------------------------- | ------------------------------------------- | ------------------------------------------- | ------------------------------------------- | ------------------------------------------- | ------------------------------------------- | ------------------------------------------- | ------------------------------------------- | ------------------------------------------- | ------------------------------------------- |
| 1.                                          | Sweet Spirit                                | 1:03                                        |                                             |                                             |                                             |                                             |                                             |                                             |                                             |
| 2.                                          | Petal                                       | 1:20                                        |                                             |                                             |                                             |                                             |                                             |                                             |                                             |
| 3.                                          | New Style                                   | 1:38                                        |                                             |                                             |                                             |                                             |                                             |                                             |                                             |
| 4.                                          | Little Entertainer                          | 1:40                                        |                                             |                                             |                                             |                                             |                                             |                                             |                                             |
| 5.                                          | Anemone                                     | 2:02                                        |                                             |                                             |                                             |                                             |                                             |                                             |                                             |
| 6.                                          | Dancing Anima                               | 2:04                                        |                                             |                                             |                                             |                                             |                                             |                                             |                                             |
| 7.                                          | Hora, Thello                                | 1:37                                        |                                             |                                             |                                             |                                             |                                             |                                             |                                             |
| 8.                                          | Tanana                                      | 1:53                                        |                                             |                                             |                                             |                                             |                                             |                                             |                                             |
| 9.                                          | Acrobat of Architect                        | 1:04                                        |                                             |                                             |                                             |                                             |                                             |                                             |                                             |
| 10.                                         | Inner Garden                                | 1:08                                        |                                             |                                             |                                             |                                             |                                             |                                             |                                             |
| 11.                                         | Flower Myth                                 | 3:34                                        |                                             |                                             |                                             |                                             |                                             |                                             |                                             |
| 12.                                         | Waggle Dance                                | 2:32                                        |                                             |                                             |                                             |                                             |                                             |                                             |                                             |
| 13.                                         | Waggle Dance (reprise)                      | 1:20                                        |                                             |                                             |                                             |                                             |                                             |                                             |                                             |
| 14.                                         | Hora, Auxo                                  | 2:28                                        |                                             |                                             |                                             |                                             |                                             |                                             |                                             |
| 15.                                         | Water Memory                                | 2:17                                        |                                             |                                             |                                             |                                             |                                             |                                             |                                             |
| 16.                                         | Rainy Steps                                 | 3:19                                        |                                             |                                             |                                             |                                             |                                             |                                             |                                             |
| 17.                                         | Marginalia Song                             | 3:32                                        |                                             |                                             |                                             |                                             |                                             |                                             |                                             |
| 18.                                         | Hora, Carpo                                 | 2:19                                        |                                             |                                             |                                             |                                             |                                             |                                             |                                             |
| 19.                                         | Katabasis                                   | 3:26                                        |                                             |                                             |                                             |                                             |                                             |                                             |                                             |
| 20.                                         | Trans Train                                 | 1:16                                        |                                             |                                             |                                             |                                             |                                             |                                             |                                             |
| 21.                                         | Of Angels                                   | 5:39                                        |                                             |                                             |                                             |                                             |                                             |                                             |                                             |
| 22.                                         | Future Nursery                              | 2:38                                        |                                             |                                             |                                             |                                             |                                             |                                             |                                             |
| 49:49                                       |                                             |                                             |                                             |                                             |                                             |                                             |                                             |                                             |                                             |

## Fogadtatás
Bár a Mirai  295 000 eladott jeggyel a 2. helyen nyitott a japán mozikban, körülbelül 500 millió jent (4,5 millió dollár) jövedelmezve, a bevételek 40%-kal elmaradtak Hoszoda korábbi filmje, A fiú és a szörnyeteg első heti bevételeihez (667 millió jen, 5,4 millió dollár) képest. A második héten a film a 3. helyre esett vissza 215 000 eladott jeggyel és 289 millió jen (2,6 millió dollár) bevétellel. A Mirai világszerte 28 756 961 dollárt jövedelmezett, ebből 23 683 483 dollárt Japánban, 812 794 dollárt az Egyesült Államokban.
A Mirai pozitív fogadtatásban részesült a kritikusok részéről. A Rotten Tomatoes filmkritikai oldalon 91%-ban pozitív értékelést kapott 85 kritika alapján, és 7,5/10-es átlagpontozást állapítottak meg. Az oldal így foglalja össze a kritikai konszenzust: „A Mirai animációjának egyszerűségét és színes melegségét egy meglepő – és mélyen megható – mélységű és érzelmi rezonanciájú történet hangsúlyozza.” A Metacriticen 100-ból 81 súlyozott átlagpontot kapott 18 kritika alapján, „általános elismerést” jelezve.
Peter Travers a Rolling Stone-tól ötből négy és fél csillagot adott a Mirainak, kijelentve, hogy annak ellenére, hogy a film „[Hoszoda] legkisebb filmjének” tűnik, „olyan érzelmi rezonanciája van, ami dacol hagyományos alapjaival”, és nem ért egyet azokkal, akik szerint hiányzik belőle a rendező korábbi filmjeinek összetettsége. Bilge Ebiri a The New York Times újságírója dicsérte a filmet, megjegyezve, hogy Hoszoda „az érzelmek pillanatait előnyben részesíti a kifinomult történetvezetéssel szemben”. Peter Debruge a Varietytől úgy írt, hogy a Mirai Hoszoda korábbi munkáinál „szelídebb, és potenciálisan a fiatalabb generáció felé húzó film”, egy „igazi szerző alkotása (ami eddigi legszemélyesebb filmjének tűnik), amit ártalmatlan családi szórakozásként mutat be”. György Szidónia (Filmtett) 10-ből 9 csillagot adott a filmre, és szerinte, „ami igazán különlegessé teszi a filmet az, ahogyan a különböző korosztályoknak szóló mondanivalóit tálalja egymást mellett, tökéletes harmóniában, formai választóvonal nélkül, így gyerekhez és szülőhöz egyaránt könnyen és egyértelműen eljut a számára fontos üzenet.” Összefoglalójában így méltatta a filmet: „A Mirai egy megható, kedves film a családban megnyilvánuló szeretetről, arról, milyen apró lépésekkel járulhat hozzá az egyén a jól működő egész kiépítéséhez.” A Mondo magazin kiemeli, hogy a Mirai Hoszoda korábbi filmjeitől eltérően szakít a hagyományos családi szerepekkel, több vicces helyzetet teremtve, ami előnyére válik a filmnek.
Másrészről Sara Stewart, a New York Post munkatársa bírálta az „elavult nemi szerepeket”, utalva arra, hogy Kun apja „reménytelenül ügyetlen gondozóként”, és kritikával illette, hogy Kun hisztirohamai „egy kicsit fülsüketítőek”. A RogerEbert.com számára író Simon Abrams úgy vélte, a film álomszerű képsorai „egyszerűen nem olyanok, mint amit egy igazi gyerek elképzelne”. Továbbá azt írta: „Még a film általános témájára – a gyerekek rettenetesek tudnak lenni, mielőtt megtanulják, hogyan uralkodjanak érzelmeiken – is csak utalás történik, soha nem jut tudatos kifejezésre”.

## Díjak és jelölések
| Év   | Díjátadó dátuma | Díj                                                     | Kategória                                                  | Jelölt(ek)                                        | Eredmény | Forr.                |
| ---- | --------------- | ------------------------------------------------------- | ---------------------------------------------------------- | ------------------------------------------------- | -------- | -------------------- |
| 2018 | november 29.    | 12. Asia Pacific Screen Awards                          | Legjobb animációs játékfilm                                | Mirai – Lány a jövőből                            | Jelölve  | [ 64 ] [ 65 ]        |
| 2018 | december 3.     | Washington D.C. Area Film Critics Association Awards    | Legjobb animációs játékfilm                                | Mirai – Lány a jövőből                            | Jelölve  | [ 66 ]               |
| 2018 | december 21.    | Floridai Filmkritikusok Körének díja                    | Legjobb animációs film                                     | Mirai – Lány a jövőből                            | Elnyerte | [ 67 ]               |
| 2019 | január 6.       | 76. Golden Globe-díj                                    | Legjobb animációs film                                     | Mirai – Lány a jövőből                            | Jelölve  | [ 68 ]               |
| 2019 | január 13.      | 24. Critics’ Choice Movie Award                         | Legjobb animációs film                                     | Mirai – Lány a jövőből                            | Jelölve  | [ 69 ]               |
| 2019 | február 2.      | 46. Annie-díj                                           | Legjobb független animációs film                           | Mirai – Lány a jövőből                            | Elnyerte | [ 70 ] [ 71 ]        |
| 2019 | február 2.      | 46. Annie-díj                                           | Kiemelkedő teljesítmény animációs alkotás forgatókönyvében | Hoszoda Mamoru és Stephanie Sheh (angol változat) | Jelölve  | [ 70 ] [ 71 ]        |
| 2019 | február 16.     | 3. Crunchyroll Anime Awards                             | Legjobb film                                               | Mirai – Lány a jövőből                            | Jelölve  | [ 72 ]               |
| 2019 | február 22.     | 23. Satellite Award                                     | Legjobb animációs film                                     | Mirai – Lány a jövőből                            | Jelölve  | [ 73 ]               |
| 2019 | február 24.     | 91. Oscar-díj                                           | Legjobb animációs film                                     | Mirai – Lány a jövőből                            | Jelölve  | [ 74 ] [ 75 ] [ 76 ] |
| 2019 | március 1.      | 42. Japán Filmakadémia díja                             | Legjobb animációs film                                     | Mirai – Lány a jövőből                            | Elnyerte | [ 77 ] [ 78 ]        |
| 2019 | május           | Stuttgarti Trickfilm Nemzetközi Animációs Filmfesztivál | AniMovie díj a legjobb animációs játékfilmnek              | Mirai – Lány a jövőből                            | Elnyerte | [ 79 ]               |

## Regény
A film Hoszoda Mamoru általi regényfeldolgozását 2018 áprilisában jelentették be és a film japán premierje előtt három változatban jelent meg a Kadokawa kiadónál. Az első változat a Kadokawa Bunko irodalmi márkája alatt jelent meg 2018. június 15-én, a második változat a Kadokawa Tsubasa Bunko ifjúsági szépirodalmi márka alatt 2018. június 30-án, a harmadik verzió pedig a Kadokawa Sneaker Bunko light novel márka alatt 2018. július 1-jén.
A regény angol nyelvű változatát a Yen Press jelentette be a 2018-as Anime Expón. Az angol fordítást Winifred Bird írta. Keménykötésű és elektronikus változatban 2018. október 30-án jelent meg.